# Vecqueville
Vecqueville – miejscowość i gmina we Francji, w regionie Grand Est, w departamencie Górna Marna.
Według danych na rok 1990 gminę zamieszkiwało 746 osób, a gęstość zaludnienia wynosiła 143 osób/km².